# Шерстнёв, Валерий Александрович
Вале́рий Алекса́ндрович Шерстнёв  (род. 24 октября 1950, Советск, Кировская область) — советский и российский учёный-геолог, гидрогеолог, почётный работник высшего профессионального образования Российской Федерации (2012).
Последний секретарь парткомитета университета (1988—1991), проректор по экономике и социальным вопросам (1995—2007), первый проректор (2007—2011) Пермского университета, учёный секретарь Совета ректоров вузов Пермского края (c 1995 года).

## Научная биография
В 1973 году окончил геологический факультет Пермского университета.
В 1973–1975 годы — служба в армии (командир взвода в/ч 5437).
В 1975–1977 годы — младший научный сотрудник, ассистент кафедры динамической геологии и гидрогеологии Пермского университета.
В 1985 году защитил кандидатскую диссертацию в Институте гидрогеологии и инженерной геологии (г. Ташкент) с присуждением учёной степени кандидат геолого-минералогических наук.
В 1981–1985 годах — заведующий лабораторией кафедры инженерной геологии Пермского университета.
С 1991 года — ведущий научный сотрудник научно-исследовательского сектора Пермского университета.
В 1993 году — присвоено учёное звание доцента по кафедре инженерной геологии Пермского университета.

## Организационно-административная работа в ПГУ
В 1991–1995 — начальник коммерческого отдела Пермского университета.
В 1995–2007 — проректор по экономике и социальным вопросам Пермского университета.
В 2007–2011 — первый проректор Пермского университета.
С 2011 — начальник отдела проектов Пермского университета.

## Общественная деятельность
C 1976 — член КПСС. В 1977 избран секретарём комитета ВЛКСМ университета.
В 1985–1987 — заместитель секретаря парткомитета, 1988–1991 — секретарь парткомитета Пермского университета (последний партсекретарь вуза).

## Вклад в развитие Пермского университета
С начала 1990-х годов при участии или непосредственном руководстве В. А. Шерстнёва в Пермском университете стала развиваться предпринимательская деятельность: на коммерческих основаниях открывались подготовительные курсы, появилось дополнительное образование, внебюждетные места, зарождались арендные и договорные отношения, стали налаживаться связи с предпринимательским миром.
Были открыты: юридический, экономический, колледж информационных технологий. Это позволило расширить образовательную деятельность университета, создать новые рабочие ставки и привлечь дополнительные внебюджетные средства (укрепив тем самым материальную базу университета и его сотрудников).
В 1995 году в связи с насущными нуждами университета, прежде всего экономическими, была введена соответствующая новая должность в ректорате; в силу широты решаемых проблем к функционалу нового проректора были добавлены и социальные вопросы; на должность был назначен В. А. Шерстнёв.
С 1995 года В. А. Шерстнёв — учёный секретарь Совета ректоров вузов Пермского края (председатель — В. В. Маланин).
В 1996 году (вместе с Б. М. Проскурниным) была совершена поездка в Оксфордский университет с целью ознакомления с устройством экономики зарубежного вуза для перенимания опыта и возможностью его перенесения на отечественную почву. Это позволило с нового ракурса проанализировать текущую экономическую ситуацию в Пермском университете и предложить возможности её изменения.
В середине 1990-х годов при непосредственном участии В. А. Шерстнёва была создана модель студенческого питания в университете, которая впоследствии была перенята другими пермскими вузами. Главной особенностью этой модели было нахождение удачного баланса между участием университета и привлечённых частных инициатив.
С 1996 года открылись новые факультеты (философско-социологический факультет; исторический факультет стал историко-политологическим) и специальности; это происходило при поддержке и участии В. А. Шерстнёва.
В 2007 году В. А. Шерстнёв занял должность первого проректора Пермского университета. Круг его обязанностей ещё расширился: теперь он не только решал социально-экономические вопросы, курировал такие структуры университета, как учебная база «Предуралье», санаторий-профилакторий, и др. Сосредоточение в одних руках нескольких рычагов управления дало несомненный положительный эффект в развитии этих структур университета.
В. А. Шерстнёв явился третьим и последним (на 2015 год) первым проректором Пермского университета.

## Награды
- Медаль «За трудовую доблесть» (1981).
- Почётная грамота Пермской области (1996).
- Орден Дружбы (2001).
- Почётная грамота Пермского университета (2010).
- Почётный работник высшего профессионального образования Российской Федерации (2012).

## Избранные работы
Полный список публикаций В. А. Шерстнёва можно посмотреть на сайте Пермского университета здесь.
- Шерстнёв В. А. Генезис водообильных зон Западного Урала и принципы их выделения (на примере Пермской области) // Электронная библиотека диссертаций — DisserCat — электронная библиотека диссертаций.
- Маланин В. В., Шерстнев В. А. Вузы и региональная власть // Университетское управление. 2000. № 2(13). С. 32-34.
- Шерстнёв В. А. Водообильные зоны. Избранные труды. Пермь, Изд-во ПГУ, ПСИ, ПССГК, 2002. 132 с.
- Маланин В. В., Суслонов В. М., Шерстнев В. А. Пермский государственный университет — стратегия развития // Университетское управление. 2003. № 5-6(28). С. 14-19.
- Библия и наука. В круге едином? Пермь: Раритет-Пермь, 2015. 183 с.[2]